# Pipunculus minutulus
Pipunculus minutulus är en tvåvingeart som beskrevs av Kuznetzov 1991. Pipunculus minutulus ingår i släktet Pipunculus och familjen ögonflugor. Inga underarter finns listade i Catalogue of Life.